# عبد العزيز خلوطة
عبد العزيز خلوطة (بالهولندية: Aziz Khalouta)‏ (8 أغسطس 1989 بفاس في المغرب - ) هو لاعب كرة قدم هولندي في مركز الوسط. لعب مع دين بوستش وسي إس باندوري تارغو جيو وفي في في فينلو وفورتونا سيتارد.

## روابط خارجية
- عبد العزيز خلوطة على موقع Soccerway.com (الإنجليزية)